# Râul Gurbanu
Gurbanu este un râu afluent de dreapta al râului Neajlov în care se varsă pe teritoriul comunei Comana. Izvorăște în apropiere de Băneasa, județul Giurgiu.

## Localități
Vlad Țepeș, Giurgiu,Comana, Giurgiu